# Metathelypteris
Metathelypteris, Rod papratnjača iz porodice Thelypteridaceae, dio reda osladolike. Pripada mu 17 vrsta, od istočne Azije na jug do Malezije, Solomonskim otocima, Šri Lanka, Fernando Póo, São Tomé, Južna Afrika

## Vrste
1. Metathelypteris adscendens (Ching) Ching
2. Metathelypteris burrowsiorum N. R. Crouch
3. Metathelypteris dassanayakei (Fraser-Jenk.) Ranil
4. Metathelypteris dayi (Bedd.) Holttum
5. Metathelypteris decipiens (C. B. Clarke) Ching
6. Metathelypteris flaccida (Blume) Ching
7. Metathelypteris fragilis (Baker) Holttum
8. Metathelypteris glandulifera Ching ex K. H. Shing
9. Metathelypteris glandulosa H. G. Zhou & Hua Li
10. Metathelypteris gracilescens (Blume) Ching
11. Metathelypteris hattori (H. Itô) Ching
12. Metathelypteris laxa (Franch. & Sav.) Ching
13. Metathelypteris petiolulata Ching ex K. H. Shing
14. Metathelypteris singalanensis (Baker) Ching
15. Metathelypteris uraiensis (Rosenst.) Ching
16. Metathelypteris vandervekenii Pic. Serm.
17. Metathelypteris wuyishanica Ching

## Sinonimi
- Thelypteris sect.Metathelypteris H.Itô in Nakai & Honda